# 터지기 전에
터지기 전에(Spontaneous)는 미국에서 제작된 브라이언 더필드 감독의 2020년 코미디, 판타지 영화이다. 캐서린 랭포드 등이 주연으로 출연하였다.

## 출연

### 주연
- 캐서린 랭포드
- 찰리 플러머